# El doctor Paul Gachet
El doctor Paul Gachet és una pintura a l'oli realitzada per Van Gogh el 1890, actualment formant part d'una col·lecció privada.
És una de les pintures de Van Gogh més reverenciades, des que va assolir un preu rècord el 1990.
N'hi ha dues versions autèntiques, d'aquest retrat, ambdues executades el juny de 1890, als últims mesos de vida de Van Gogh. En ambdues es mostra el doctor Gachet assegut davant una taula, el cap descansant-li sobre el braç dret, però poden diferenciar-se amb facilitat.

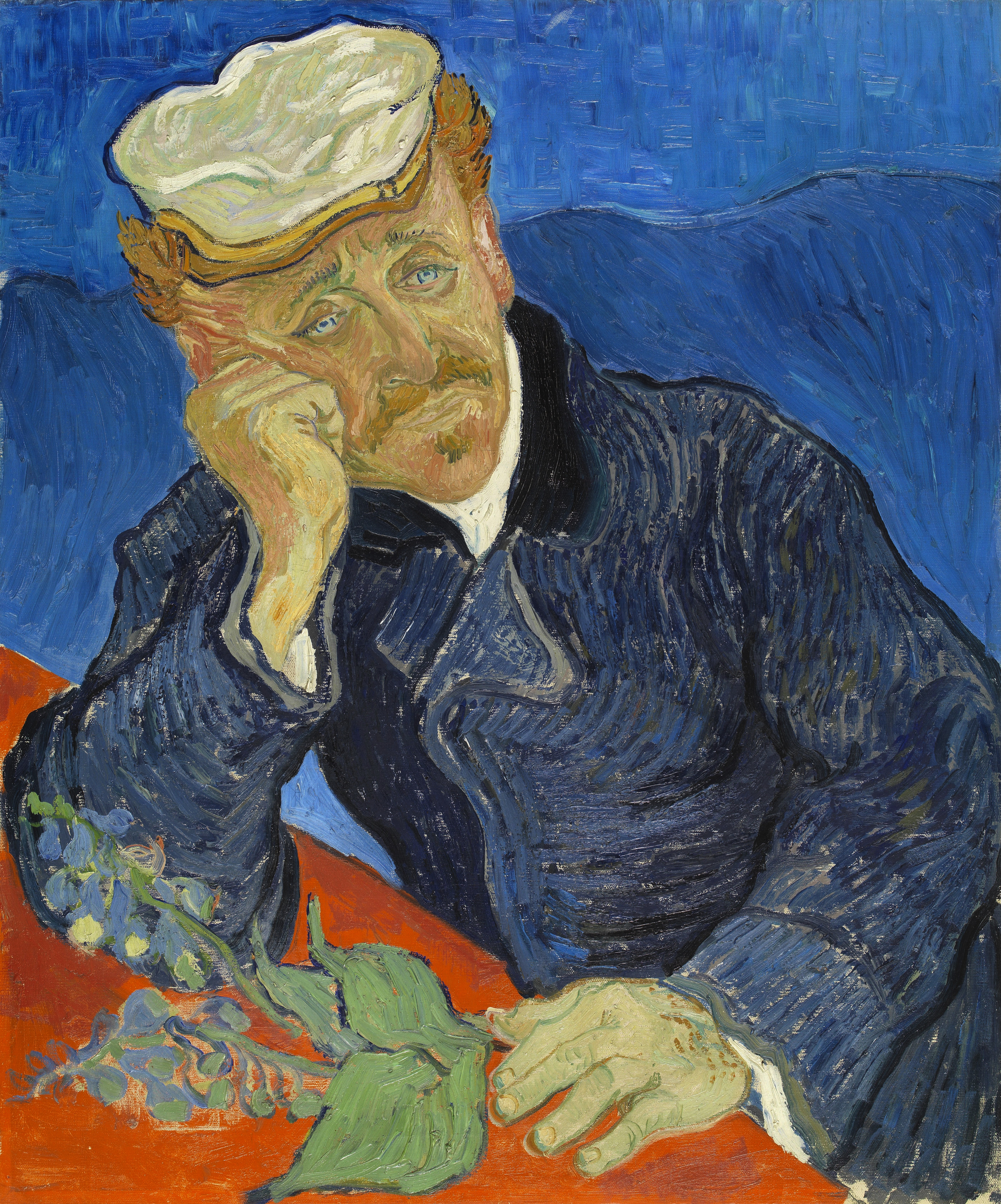
La segona versió

La segona versió del retrat fou executada el mateix any 1890, poc després de la primera. En aquesta versió, donada al Museu d'Orsay, de París, pels fills del doctor Gachet, Van Gogh va eliminar-hi el vas i el llibre, fent-hi ressaltar la planta de digitalis sobre el fons vermell i tractant de manera més sumària el fons.